# Agustín Durán
Agustín Durán (1789–1862), erudito espanhol, nasceu em Madrid, onde seu pai era médico da corte.
Foi enviado a um seminário em Vergara, de onde ele voltou culto nas tradições do romance espanhol. Em 1817, começou os estudos de filosofia e direito na Universidade de Sevilha, e no tempo devido foi admitido no tribunal de Valladolid. De 1821 a 1823, ele mantinha um cargo no departamento de educação de Madrid, mas nos anos posteriores foi suspenso por causa de suas opiniões políticas.
Em 1834, tornou-se secretário do conselho para censura da imprensa e pouco mais tarde obteve um posto na biblioteca nacional de Madrid. A revolução de 1840 foi responsável por sua demissão; mas foi readmitido em 1843, e em 1854 foi designado bibliotecário-chefe. No ano seguinte, porém, aposentou-se para devotar-se a seu trabalho literário. Em 1828, publicou anonimamente seu Discurso sobre el influjo que ha tenido la critica moderna en la decadencia del teatro antiguo; esse tratado influenciou muitos jovens dramaturgos da época.
Em seguida, ele se esforçou em interessar seus conterrâneos por antigas baladas e pelos esquecidos dramas do século XVII. Cinco volumes de um Romancero general foram lançados de 1828 a 1832 (republicados, com consideráveis adições, em dois volumes. 1849-1851) e Talía española (1834), uma reedição das antigas comédias espanholas. O Romancero general de Durán é a mais completa coleção do tipo e, portanto, é provável que não seja ultrapassada, embora os textos sejam inferiores aos editados por Marcelino Menéndez y Pelayo.
Este artigo incorpora texto  (em inglês) da Encyclopædia Britannica (11.ª edição), publicação em domínio público.